# یامی
یامی آلبوم موسیقی ای بود که در سال ۲۰۰۷ توسط "کِی سی و سانشاین بَند" (به انگلیسی: KC and the Sunshine Band) منتشر شد. این آلبوم با فاصلهٔ زمانی شش ساله نسبت به آلبوم کامل قبلی این استودیو روانه بازار شد.

## لیست آهنگ‌ها
1. گیت آف
2. راضیم کن
3. بذار ببینم که تکون می‌خوری
4. برقص بچه برقص
5. وقتی عاشق می شی
6. سخت
7. بکن
8. یامی
9. عشق از بین رفت
10. نایست
11. تو دوستمی
12. دنیای محرمانه

## نوازندگان

### کیبورد
- هری وین کسی
- آمُری لوپز
- توماس

### گیتار
- دیوید کَبرِرا
- اندی دیوین
- مانی لوپز
- هربرت هک

### ساکسیفون
- الکس دین
- بابی مارتینز
- اِد کال

### هم خوانی
- استرید پازمینو
- جان ویلیامز
- جرج نوریگا
- وندی پدرسون
- توماس هچر
- فلیکا فرانکلین
- ریتا کونترو
- شنیتا هانت